# Abc 추측
수론에서 abc 추측(영어: abc conjecture)은 고차 거듭제곱을 인자로 갖는 두 수의 합은 보통 고차 거듭제곱 인자를 갖지 않는다는 추측이다. 이 추측을 엄밀히 표현할 때 등장하는 세 정수 a, b,c의 통상적인 기호 때문에 이 이름이 붙었다

## 정의
양의 정수 n의 근기(영어: radical) {\displaystyle \operatorname {rad} (n)}는 그 서로 다른 소인수들의 곱이다. 즉,
{\displaystyle \operatorname {rad} (n)=\prod _{p|n}p}
이다. 예를 들어, {\displaystyle \operatorname {rad} (12)=6}이다.
abc 추측에 따르면, 모든 양의 실수 {\displaystyle \epsilon }에 대하여, 다음 조건들을 만족시키는 양의 정수의 튜플 {\displaystyle (a,b,c)}은 유한개이다.
- {\displaystyle a,b,c}는 서로소이다.
- {\displaystyle a+b=c}
- {\displaystyle c>\operatorname {rad} (abc)^{1+\epsilon }}

만약 {\displaystyle \epsilon =0}인 경우 abc 추측은 성립하지 않는다. 예를 들어,
{\displaystyle (a,b,c)=(1,2^{6n}-1,2^{6n})}
인 경우 임의의 {\displaystyle n>1}에 대하여 {\displaystyle \operatorname {rad} (abc)<c}이다.

## 역사
1985년에 데이비드 매서(영어: David W. Masser)가 발표하였고, 1988년에 조제프 외스트를레(프랑스어: Joseph Oesterlé)가 이를 재발견하였다.
2007년 프랑스의 수학자 뤼시앙 스피로(프랑스어: Lucien Szpiro)가 abc 추측의 증명을 발표하였으나, 곧 오류가 발견되었다. 2012년 8월에 모치즈키 신이치가 abc 추측의 증명을 발표하였다. 2012년 10월에 모치즈키의 증명에 약간의 오류가 발견되었으나, 모치즈키는 이것이 비교적 사소한 오류라고 답변하였고, 증명을 교정하였다. 현재 (2014년 1월) 모치즈키 논문의 최종 버전은 2013년 12월에 발표되었다. 모치즈키의 증명이 옳은지는 아직 학계에서 논란이 일고 있다. 특히 논문의 주요 쟁점을 관통하는 내부 국소 타이히뮐러 정의에 대한 증명이 담긴 3.12의 설명이 너무 짧게 압축되어 있어 이에 대한 논란이 많다.
2018년 페터 숄체와 야코프 스틱스는 모치즈키와 논의하기 위해 교토 대학을 방문했고, 결국 서로 간의 의견 차를 좁히지 못했지만 그들은 입장을 명확히 할 수 있었다. 숄체와 스틱스는 보고서를 작성하여 증명의 논리적 문제점을 지적하고, 이로 인해 발생하는 공백이 "너무도 심각해서 간단한 수정으로는 증명을 살려낼 수 없을 것"이라 주장했다. 이에 대해 모치즈키는 이들이 자신의 이론을 틀리게 간략화하여 잘못 이해한 것이라고 반박하였다.
2020년 4월 교토 대학 수리해석 연구소 측은 모치즈키의 증명이 확인되어 해당 연구소가 운영하는 저널인 PRIMS에 게재될 것이라고 밝혔으나, 일각에서는 해당 저널의 편집장이 다름아닌 모치즈키 자신이라는 점을 지적하였다. 이 소식에 관해 키란 케들라야와 에드워드 프렌켈은 "이것이 많은 수학자들을 모치즈키의 편에 서게 하지는 못할 것으로 보인다"며 회의를 드러냈다. 2021년 3월 PRIMS에 모치즈키의 증명이 공식 게재되었다.

## 같이 보기
- 수학의 미해결 문제 목록